# Hullia
Hullia is een vliegengeslacht uit de familie van de roofvliegen (Asilidae).

## Soorten
- H. commoni Paramonov, 1964